# Замок Обере-Бург

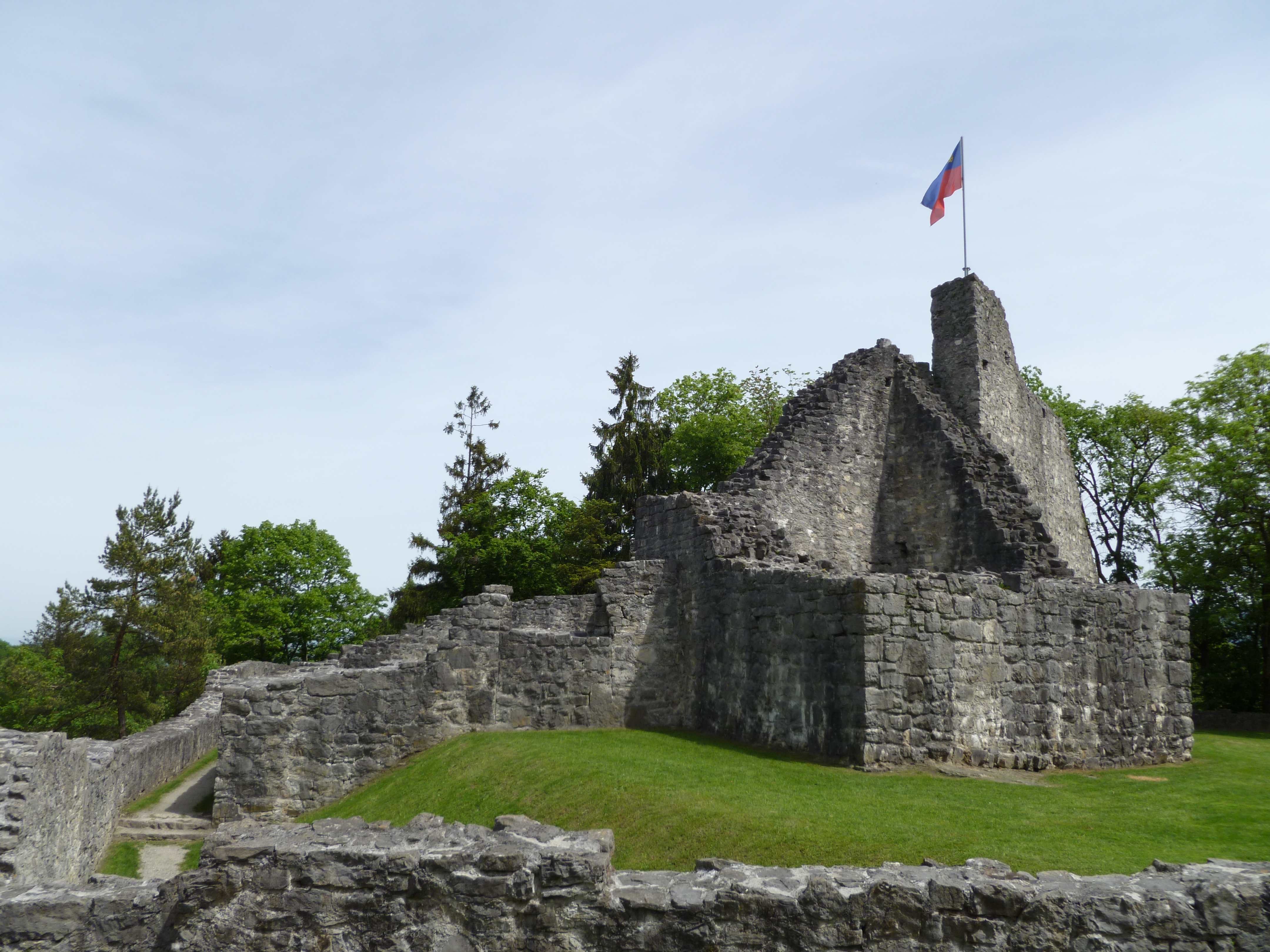
Замок Обере Бург

Обере-Бург (нім. Obere Burg Schellenberg — «Верхній замок»), відомий також як Burg Neu-Schellenberg («Замок Ной-Шелленберг»), являє собою руїни фортеці розташовані в муніципалітеті Шелленберг (Ліхтенштейн). Він розташований на західній околиці Гінтершльосу, одного сіл Ной-Шелленберга. Відкрито для туристів. Через свою близькість до Гінтершльосу, це, ймовірно, найбільш легко доступний з усіх замків Ліхтенштейну.Обере Бург є одним з п'яти існуючих замків в Ліхтенштейні і одним з трьох зруйнованих в країні.

## Історія
Обере Бург значно більший і набагато старший від іншого з двох зруйнованих замків в муніципалітеті Шелленберг. Його будівництво було закінчено вже близько 1200 р. Замок вперше згадується в письмових джерелах 10 січня 1348 р. За наявними оцінками, він був населений приблизно до XVI століття, коли його покинули і замок перестав функціонувати як місце проживання. У наступні століття, він втратив своє військове призначення і перетворився на руїни. У 1956 році Франц Йосип II, князь Ліхтенштейну передає право власності на сильно зарослі руїни Historisches Verein für Das Fürstentum Liechtenstein (історична асоціація Князівства Ліхтенштейн — Historical Association of the Principality of Liechtenstein). Ця установа є поточним власником і зберігачем руїн і здійснює контроль за їх дослідженням, утриманням та збереженням.